# جورو اوستوییچ
جورو اوستوییچ (انگلیسی: Đuro Ostojić؛ زادهٔ ۱۷ فوریهٔ ۱۹۷۶) بازیکن بسکتبال اهل مونته‌نگرو بود.
از باشگاه‌هایی که در آن بازی کرده‌است می‌توان به باشگاه بسکتبال پارتیزان و باشگاه بسکتبال برئوگان اشاره کرد.
وی در مسابقات کشوری و بین‌المللی در مجموع برندهٔ ۱ مدال برنز شده‌است.